# Abdulaziz Mattar
Abdulaziz Mattar, né le 22 juillet 1977, est un athlète bahreïni, spécialiste du sprint.

## Biographie
Il remporte la médaille d'or du 200 m lors des championnats d'Asie 1995, à Djakarta, dans le temps de 20 s 76, établissant un nouveau record national.

### Palmarès
| Date | Compétition         | Lieu     | Résultat | Épreuve | Performance |
| ---- | ------------------- | -------- | -------- | ------- | ----------- |
| 1995 | Championnats d'Asie | Djakarta | 1er      | 200 m   | 20 s 76     |

### Records
| Épreuve | Performance | Lieu     | Date              |
| ------- | ----------- | -------- | ----------------- |
| 200 m   | 20 s 76     | Djakarta | 23 septembre 1995 |